# Don’t Stop Believin’
Az Don't Stop Believin' Olivia Newton-John 1976-ban megjelent country jellegű stúdióalbuma.

## Az album dalai
„A” oldal
- Don't Stop Believin' (John Farrar)
- A Thousand Conversations (Bruce Welch & Hank Marvin)
- Compassionate Man ˙(John Farrar & Chris Christian)
- New Born Babe (Glen Cardier)
- Hey Mr Dreammaker (Bruce Welch & Alan Tarney)

„B” oldal
- Every Face Tells a Story (M.Allison & P.Sills & D.Black)
- Sam (John Farrar & Hank Marvin & Don Black)
- Love You Hold The Key (Olivia Newton-John & John Farrar)
- I'll Bet You a Kangaroo (Larry Murray)
- Last Time You Loved (Brian Neary)

## Helyezések
- Album - USA: No.33., Country album lista: No.7., Ausztrália: No.44. helyezés
- Come On Over - Billboard Hot 100: No.23., Ausztrália: No.62.
- Don't Stop Believin' - Billboard Hot 100: No.33., Billboard AC lista: No.1., USA Country lista: No.14.
- Every Faces Tells a Story - Billboard Hot 100: No.55., Billboard AC lista: No.6., USA Country lista: No.21. helyezés
- Sam - Billboard Hot 100: No.20., Billboard AC lista: No.1., UK: No.6., USA Country lista: No.40., Ausztrália: No.74.